# Vassfenad citronhaj

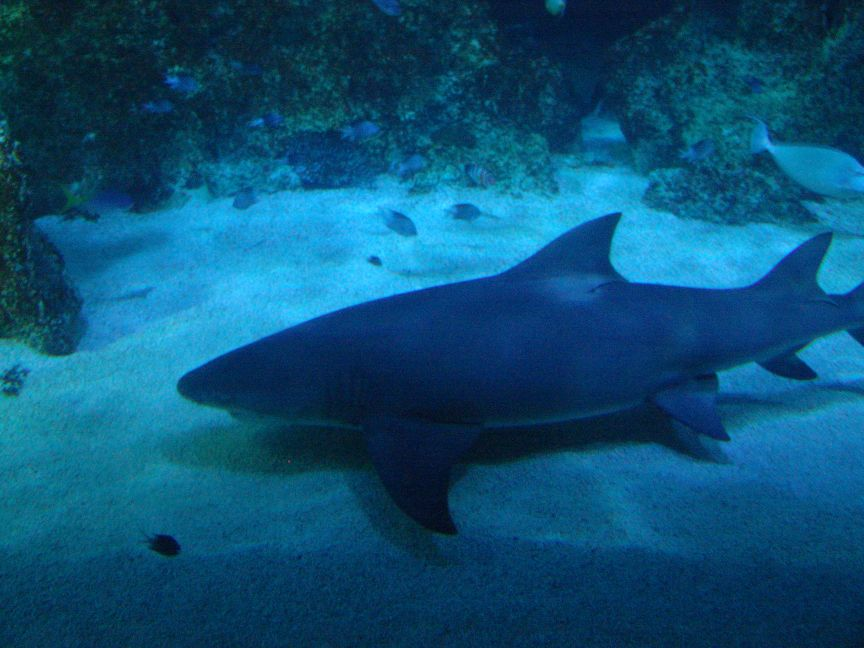
Vassfenade citronhajar simmar ofta nära bottnen.

Vassfenad citronhaj (Negaprion acutidens) är en gråhaj som förekommer i de tropiska vattnen i västra stilla havet och Indiska oceanen där de håller till vid kusterna. Den är nära besläktad med citronhajen (N. brevirostris) och de båda arterna är nästan identiska med bastant kropp, bred skalle, två ryggfenor med nästan samma storlek och en gul nyans på huden.
Exemplaren blir upp till 310 cm långa. Den bakre ryggfenan är endast lite mindre än den främre. Avståndet från munnen till nosens spets är kortare än munnens bredd.
Denna haj når ett djup av ungefär 90 meter. Den vistas ofta nära korallrev eller på sandiga bottnar nära rev. Individer syns ibland i mangrove och kanske sker ungarnas uppfostring där. Vassfenad citronhaj blir könsmogen vid en längd av 220 till 240 cm. Honor lägger inga ägg utan föder 6 till 12 ungar per tillfälle. De är vid födelsen cirka 60 cm långa. En generation lever ungefär 16 år. Ungarna föds minst 10 månader efter parningen.
Arten fiskas intensivt som matfisk. Troligtvis påverkas den när korallrev försvinner. Under andra delen av 1900-talet minskade storleken av mangroveskogar med 20 till 35 procent. IUCN listar arten som starkt hotad (EN).
Denna fisk saluförs färsk eller saltad. Dessutom utvinns fiskleverolja.